# 손예지 (싱어송라이터)
손예지(孫藝枝 | SON YEJI)는 대한민국의 싱어송라이터이다.
제30회 유재하 음악경연대회(2019년 ) 동상을 수상한 방랑자메리의 보컬로 2022년까지 활동했으며 현재는 솔로 가수로 활동함과 동시에 작곡팀 OCO(오코)의 작곡가/작사가로도 활동 중이다. 추계예술대학교 음악대학에서 작곡을 전공했다. 본인 앨범의 모든 곡을 직접 작사 작곡을 하고 있다. 진성과 가성을 넘나들 때 나오는 오묘한 비브라토에서 시네이드 오코너가 연상되는 자신만의 음악색이 뚜렷한 싱어송라이터이다. 음악 활동 초반에는 잔잔한 발라드 위주의 곡을 주로 작곡하였으나 밴드 활동, 다양한 프로젝트에 참가하면서 음악적 스펙트럼을 넓히려고 노력한 것으로 보인다. 그루비하고 리듬감이 있는 곡에서 손예지가 가진 보컬의 매력이 발산된다는 평이 많다. 최근에는 음악제작팀 OCO와 함께 드라마 OST 작업에 작곡과 작사로 참여했다. 2023년 10월 26일부터 방영된 싱어게인3에 출연하기 전에는 작곡가로서 주로 활동을 하며 음악적 발판을 다져왔으나 방송 출연 이후에는 2024년부터 첫 단독 공연 개최(2024.1.26-27), 두 번째 디지털 싱글 ⟪비틀비틀⟫ 발매(2024.4.27), 세 번째 디지털 싱글 ⟪거친하루⟫ 발매(2024.5.15), 두 번째 단독공연 "항해" 개최(2024.5.17-19) 등 가수로서의 활동 범위를 본격적으로 넓혀나가고 있다.

## 앨범

### 솔로 음반(디지털싱글)
- 2022년 4월 5일 <모양이 달라서>
- 2024년 4월 27일 <비틀비틀>
- 2024년 5월 15일 <거친하루>

### 프로젝트 음반 수록곡
- 2019년 11월 9일 유재하 음악경연대회 동상 수상곡 <나그네새>
- 2019년 9월 24일 KOCCA 뮤직캠프 프로젝트 앨범 중 <거울>
- 2020년 9월 2일 Team 152 앨범 중 <멀리(beside you)>
- 2021년 7월 22일 문화체육관광부와 한국콘텐츠진흥원 주최 Content Step-up 프로젝트 앨범 중 <Neon Love>
- 2022년 4월 5일 Project 123 앨범 중 <더>
- 2022년 12월 19일 Freeism 앨범 중 <잠들고싶어>

### 밴드 음반 (방랑자메리 발매음반)
- 2019년 3월 26일 <끝이 오면>
- 2019년 9월 4일 <예뻐>
- 2022년 5월 6일 파란도시와 좀비의 기억 앨범 중 <신도시>

### 드라마 OST 수록곡 (작사/작곡)
- 2022년 3월 12일 "아직 최선을 다하지 않았을 뿐" <Am I stupid, am I a fool>
- 2022년 11월 4일 "금수저(The Golden Spoon)" <On My Way>
- 2023년 1월 3일 "미씽: 그들이 있었다(Missing: The Other Side 2)" <Everything>
- 2023년 6월 30일 "악귀(Revenant)" <Revenant>
- 2023년 9월 23일 "7인의 탈출(The Escape of the Seven: War for Survival) <EXIT>
- 2023년 10월 10일 "반짝이는 워터멜론(Twinkling Watermelon)" <About loneliness (난 외로움에 대해 말해)>

## 방송
2023년 10월-12월 싱어게인3 오디션 참가
- <니가 사는 그집>
- <스피드>
- <사랑하긴했었나요 스쳐가는 인연이었나요 짧지않은우리함께했던시간들이 자꾸 내 마음을 가둬두네>
- <내 낡은 서랍 속의 바다>

## 수상내역
- 2019년 제30회 유재하 음악경연대회 동상 수상(방랑자메리)

## 단독공연
- 2024년 1월 26-27일 <안녕> / CJ아지트 광흥창
- 2024년 5월 17-19일 <항해> / 구름아래소극장